# Campionati europei di tuffi 2025 - Piattaforma 10 metri maschile
La gara della piattaforma maschile da 10 metri ai campionati europei di tuffi 2025 si è svolta il 25 maggio 2025 presso la Gloria Sports Arena di Antalya. Hanno preso parte alla competizione diciotto atlete

## Risultati

### Qualificazioni
| Pos. | Atleta                   | Punti  | Gap    | Note |
| ---- | ------------------------ | ------ | ------ | ---- |
| 1    | Anton Knoll              | 429.20 |        | Q    |
| 2    | Oleksii Sereda           | 417.45 | 11.75  | Q    |
| 3    | Riccardo Giovannini      | 415.95 | 13.25  | Q    |
| 4    | Ben Cutmore              | 396.60 | 32.60  | Q    |
| 5    | Luis Carlo Avila Sanchez | 392.65 | 36.55  | Q    |
| 6    | Isak Borslien            | 368.05 | 61.15  | Q    |
| 7    | Jorge Rodriguez Ledesma  | 359.35 | 69.85  | Q    |
| 8    | Carlos Camacho del Hoyo  | 347.55 | 81.65  | Q    |
| 9    | Simone Conte             | 345.65 | 83.55  | Q    |
| 10   | Robbie Wood              | 342.45 | 86.75  | Q    |
| 11   | Robert Lukaszewicz       | 340.25 | 88.95  | Q    |
| 12   | Ole Johannes Rosler      | 323.60 | 105.60 | Q    |
| 13   | Mark Hrytsenko           | 322.20 | 107.00 | R    |
| 14   | Dariush Lotfi            | 311.75 | 117.45 | R    |
| 15   | Tsvetomir Ereminov       | 279.35 | 149.85 |      |

### Finale
| Pos. | Atleta                   | Punti  | Gap    |
| ---- | ------------------------ | ------ | ------ |
|      | Oleksii Sereda           | 468.65 |        |
|      | Ole Johannes Rosler      | 439.45 | 29.20  |
|      | Anton Knoll              | 423.35 | 45.30  |
| 4    | Riccardo Giovannini      | 420.15 | 48.50  |
| 5    | Ben Cutmore              | 415.25 | 53.40  |
| 6    | Simone Conte             | 410.60 | 58.05  |
| 7    | Robert Lukaszewicz       | 395.05 | 73.60  |
| 8    | Robbie Wood              | 379.60 | 89.05  |
| 9    | Isak Borslien            | 354.45 | 114.20 |
| 10   | Luis Carlo Avila Sanchez | 353.75 | 114.90 |
| 11   | Jorge Rodriguez Ledesma  | 349.45 | 119.20 |
| 12   | Carlos Camacho del Hoyo  | 297.95 | 170.70 |